# 現代語
現代語（げんだいご）とは、現代の人間が使用する言葉である。

## 日本語
日本語では通常明治時代以降、または第二次世界大戦以後を現代語と呼ぶ。後者の場合は明治時代から戦前までを近代語として区別し、前者の場合は近代語と現代語は同義である。また学校の科目の現代文は前者をいい、明治時代に定められた国語（標準語）を扱う。

## 英語
英語ではおよそ16世紀以後を近代英語という。「近代」と名前がついているが歴史学でいう近世も含み範囲がやや広い。現代英語という場合は特に戦後を指して用いられる。